# Ooencyrtus distatus
Ooencyrtus distatus är en stekelart som beskrevs av Prinsloo 1987. Ooencyrtus distatus ingår i släktet Ooencyrtus och familjen sköldlussteklar. Inga underarter finns listade i Catalogue of Life.